# Cortegaça (Ovar)
Pour les articles homonymes, voir Cortegaça.
Cortegaça est une paroisse civile portugaise (en portugais : freguesia) de la municipalité d'Ovar dans le district d'Aveiro.

## Géographie
Cortegaça est située sur la Côte Atlantique.

## Démographie
Lors du recensement de 2021, Cortegaça compte 3 746 habitants.